# Ryszard Bosek
Ryszard Bosek (Kamienna Góra, 12 de abril de 1950) é um ex-jogador de voleibol da Polônia que competiu nos Jogos Olímpicos de 1972, 1976 e 1980.
Em 1972, ele participou de quatro jogos e o time polonês finalizou na nona colocação na competição olímpica. Quatro anos depois, ele fez parte da equipe polonesa que conquistou a medalha de ouro no torneio olímpico de 1976, no qual jogou em todas as seis partidas. Sua última participação em Olimpíadas foi nos jogos de 1980, atuando em seis confrontos e terminando na quarta posição com o conjunto polonês. Em 2000, Bosek tornou-se treinador da seleção polonesa masculina e atualmente ocupa o cargo de diretor esportivo do AZS Częstochowa.